# ونسان گراس
ونسان گراس (فرانسوی: Vincent Grass‎؛ زادهٔ ۹ ژانویهٔ ۱۹۴۹) یک بازیگر اهل بلژیک است.
از فیلم‌ها یا برنامه‌های تلویزیونی که وی در آن نقش داشته‌است، می‌توان به سرگذشت نارنیا: شاهزاده کاسپین، معجون زمان ۲، اورانوس، امپراتوری گرگ‌ها، مارینا، بر دروازه ابدیت، ناپلئون، کشتن یک کشیش و افسر و جاسوس اشاره کرد.